# جراح بحري

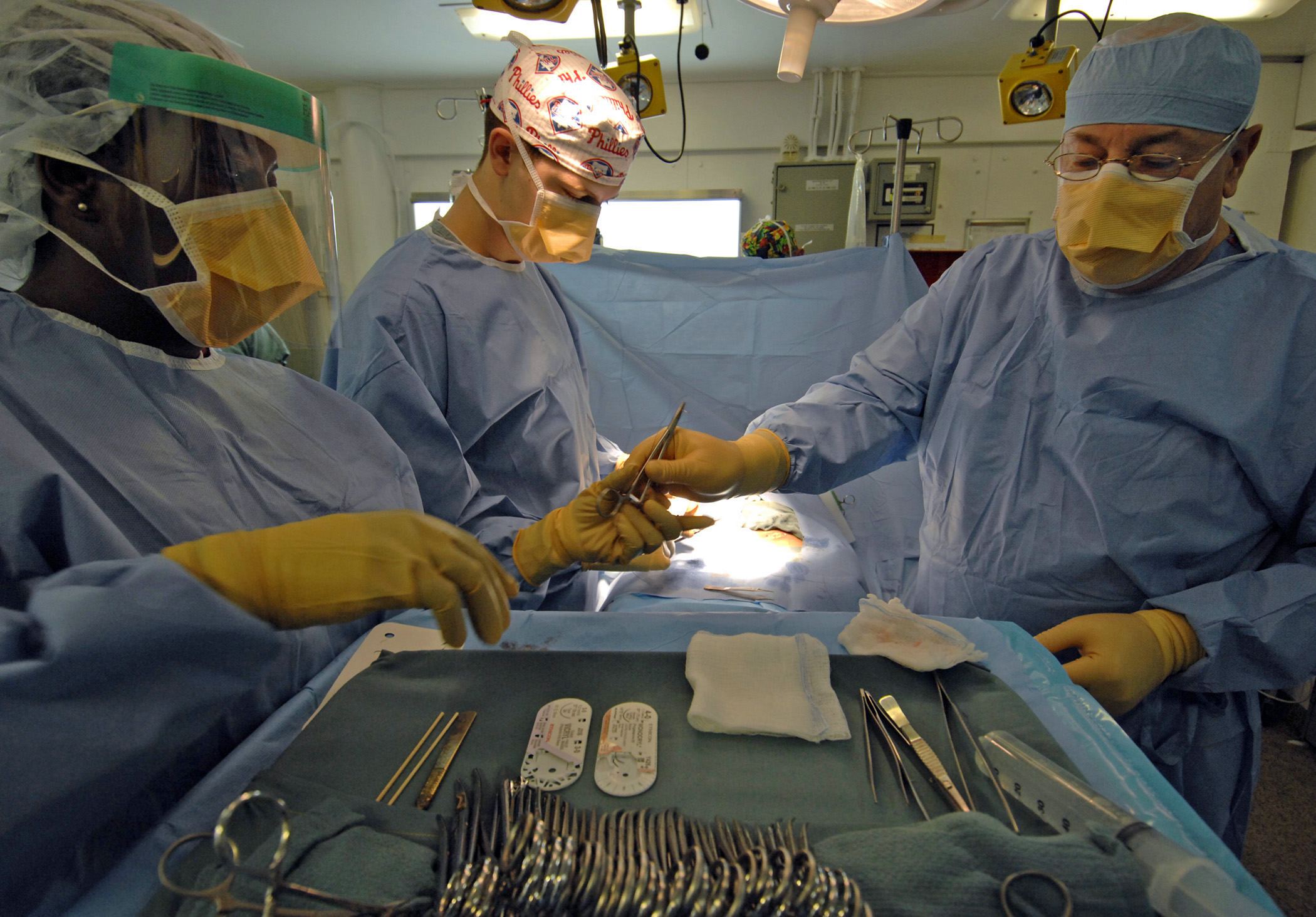

الجراح البحري أو طبيب السفينة، هو الشخص المسؤول عن صحة من هم على متن السفينة الحربية. هذا المصطلح غالبًا ما يطلق في إشارة إلى أفراد القوات البحرية الملكية البريطانية أثناء عصر الشراع.

## الاستخدامات القديمة
كان أفراد الطاقم المتخصصون القادرون على توفير الرعاية الطبية سمة من سمات السفن العسكرية منذ ألفي عام على الأقل. تضمنت البحرية الرومانية في القرن الثاني ميلادي في عهد الإمبراطور هادريان جراحًا على كل من حوافها الثلاثة، وكان يدفع لهم ضعفي أجر المحارب العادي.

## البحرية الملكية البريطانية
خلال عصر الشراع حملت البحرية الملكية ضباط طبيين مدربين على متن سفنها الحربية. كانوا يسمون الجراحين. قام مجلس القوات البحرية البريطانية بتأهيل الجراحين من خلال امتحان في شركة «حلاقو الجراحون» وكانوا مسؤولين أمام مجلس الجرحى والمرضى تحت إدارة البحرية. على الجراحين الاحتفاظ بسجلين يوضح بالتفصيل العلاجات والإجراءات التي تتم تحت رعايتهم؛ في ختام أي رحلة كان من المقرر تسليم هذه السجلات لشركة حلاقين الجراحين وواحدة إلى مستشفى غرينتش.
لم يُطلب من ضباط البحرية الطبية، على غرار الأطباء الموجودين على الشاطئ، الحصول على شهادة طبية وتم تدريبهم على التدريب المهني. بحلول عام 1814، كان لدى البحرية الملكية 14 طبيبًا و 850 جراحًا و500 جراح مساعد يرعون 130,000 رجل على الشاطئ وفي البحر. يتم دفع أجورهم بشكل جيد جدا، بدءًا من 14 جنيهًا إسترلينيًا شهريًا في عام 1815 للجراحين الذين لديهم خبرة تقل عن 6 سنوات، وتصل إلى 25 جنيهًا إسترلينيًا لمدة 20 عامًا من الخبرة. تم السماح لهم أيضًا بمبلغ 43 جنيهًا إسترلينيًا مقابل المعدات، و5 جنيهات إسترلينية لكل 100 حالة من حالات الأمراض التناسلية التي عالجوها، وخادم شخصي. يمكن لجراح السفينة أن يحقق ما يزيد عن 200 جنيه إسترليني سنويًا.

### مرتبة
تم تصنيف الجراحين من قبل مجلس البحرية بناءً على تدريبهم ووضعهم الاجتماعي. كان الجراحون من ضباط الصف في حجرة عالية، وتم نقلهم إلى جانب الضباط الآخرين في الحجار. إلى أن أعيد تنظيم الخدمات الطبية للبحرية في عام 1806، تم تكليف الجراحين برؤساء سفن فردية، وليس بتكليف من الأميرالية. بعد عام 1808، اعتبر الجراحون، مثلهم مثل الأساتذة، مكافئين للضباط المفوضين وكانوا «ضباط الصف من رتبة ورد روم».
كان هناك مساعدين لجراحين، والذين بعد عام 1805 أطلق عليهم الجراحون المساعدون. كان الجراح ورفاقه يتلقون المساعدة من الأولاد، الذين كانوا يطلق عليهم اسم الأولاد الصغار، الذين سميوا على اسم العصيدة التي تخدم عادة في الخليج المريضة. وهناك عدد قليل من الأطباء لديهم شهادات طبية مرموقة من جامعات. كانوا يشرفون على الجراحين على متن السفن أو يديرون المستشفيات على الشاطئ.

### الواجبات
وشملت واجبات الجراح المسؤولية عن زملائه والأولاد الصغار، وزيارة المرضى على الأقل مرتين في اليوم، والاحتفاظ بسجلات دقيقة على كل مريض. يقوم الجراح بإجراء مكالمة هاتفية في الصباح إلى المستشفى الرئيسي، بمساعدة من زملائه، وكذلك رعاية البحارة المصابين خلال النهار. خلال المعارك البحرية، عمل الجراح في قمرة القيادة، وهي مساحة تم تقسيمها بشكل دائم بالقرب من بوابة التفريغ التي يمكن نقل الجرحى للعلاج فيها. كانت السفينة مملوءة بالرمل قبل المعركة لمنع الجراح من الانزلاق في الدم المتراكم.
بالإضافة إلى رعاية المرضى والجرحى، كان الجراحون مسؤولين عن تنظيم الظروف الصحية على السفينة. لقد قاموا بتبخير الخليج المريضة وأحيانًا كل الطوابق من خلال حرق الكبريت، وصون آلات التهوية التي وفرت الهواء النقي للأسطح السفلية لإبقائها جافة.

## الجراحين البحريين البارزين

### تاريخي
- جورج باس (1771 - بعد 1803) أبحر إلى نيو ساوث ويلز كطبيب أتش أم أس Reliance على أتش أم أس Reliance. لقد كان عالمًا طبيعيًا ومستكشفًا ؛ باس المضيق يدعى تكريما له.[6]
- كان وليام بالمين (1762–1803) جراحًا بحريًا مولودًا في اسكتلندا ومسؤولًا مدنيًا أبحر كجراح مساعد مع الأسطول الأول لإنشاء المستوطنة الأوروبية في أستراليا، وأصبح لاحقًا جراحًا رئيسيًا لنيو ساوث ويلز.
- كان وليام بيتي (1773-1842) جراحًا في أتش أم أس Victory في معركة الطرف الأغر (1805). كان يميل الأدميرال نيلسون الذي أصيب بجروح قاتلة، وكتب سردًا للمعركة.
- ويليام Ruschenberger ( 1807-1895 )، عالم طبيعي وجراح على متن USS Peacock، وكذلك تحمل الاسم نفسه لبوا كورالوس ruschenbergerii[7]
- ريتشارد برينزلي هيندز (1811-1846) كان جراحًا في رحلة من أتش أم أس Sulphur 1835-1842 أتش أم أس Sulphur لاستكشاف المحيط الهادئ، وتحرير تقارير التاريخ الطبيعي للبعثة.
- توماس هنري هكسلي (1825-1895)، وهو عالم تشريحي يُعرف باسم «بلدغ داروين»، كان جراح السفينة المساعد في بداية حياته المهنية، على أتش أم أس Rattlesnake
- ويليام كار (1883–1966)، جراح البحرية الأسترالية والأميرال، الذي عمل خلال حياته المهنية في HMAS   ملبورن، HMAS   أستراليا و HMAS   سيدني
- عمل تيموثي بلير ماكلين (1910-1982)، الجراح الكندي العام، كضابط طبي وجراح على متن HMCS   أوغندا خلال الحرب العالمية الثانية

### خيالي
- ستيفن ماتورين، أحد الشخصيات الرئيسية في سلسلة باتريك أوبراين لأوبري ماتورين
- ليمويل جاليفر، الشخصية الرئيسية لسفريات جوناثان سويفت في جاليفر[8]

## هامش
1. ↑  "The Surgeon in Battle at Sea". Elsevier. ج. 206 ع. 5335: 1130. 28 نوفمبر 1925. DOI:10.1016/S0140-6736(01)16696-1.
2. 1 2  Lavery 1989
3. ↑  Walker 1932
4. 1 2 3 4 5 6 7 8 9 10 11  King 2001
5. ↑  Lewis 1960
6. ↑  "Explorers of Australia: George Bass and Matthew Flinders". مؤرشف من الأصل في 2009-04-30. اطلع عليه بتاريخ 2009-05-22.
7. ↑  Beolens, Bo; Watkins, Michael; Grayson, Michael (2011). The Eponym Dictionary of Reptiles. Baltimore: Johns Hopkins University Press. xiii + 296 pp. (ردمك 978-1-4214-0135-5). ("Ruschenberger", p. 229).
8. ↑  Gulliver's Travels {{استشهاد}}: الوسيط |تاريخ الوصول بحاجة لـ |مسار= (مساعدة)

## روابط خارجية
- Kaji Sritharan، الطب البحري، 15 أبريل 2006، BMJ Careers Advice
- طبيب السفينة، موقع P&O
- عمل طبيب السفينة بعيدًا عن الخيال، بيجي بيك، 3 أغسطس 2005